# تنگ بی‌بی جون
تنگ بی‌بی جون، روستایی از توابع بخش مرکزی شهرستان گچساران در استان کهگیلویه و بویراحمد ایران است.

## جمعیت
این روستا در دهستان امامزاده جعفر قرار دارد و براساس سرشماری مرکز آمار ایران در سال ۱۳۸۵، جمعیت آن ۹ نفر (۴خانوار) بوده‌است.